# Медаль Добровольцев-создателей Войска Литовского
Медаль Добровольцев-создателей Войска Литовского (лит. Lietuvos kariuomenės kūrėjų savanorių medalis — Медаль Добровольцев создателей Войска Литовского) — ведомственная награда Литовской Республики.
Медаль была учреждена в 1928 году как государственная награда и предназначалась для награждения военнослужащих, добровольно вступивших в Войско Литовское во время войны за независимость Литвы 1918—1920 годов.
В соответствии с Законом о государственных наградах Литовской Республики Nr.IX-957 от 18 июня 2003 года, медалью награждает министр охраны края Литвы.
До 13 ноября 2003 года Медаль Добровольцев-создателей Войска Литовского являлась государственной наградой Литовской Республики.

## Описание
| Лицевая сторона | Оборотная сторона |
| --------------- | ----------------- |
|                 |                   |
|                 |                   |